# Lacul Babadag
Lacul Babadag este un lac situat la nordul localității Babadag (județul Tulcea) și la vest de lacul Razim. Se întinde între localitățile Babadag, Enisala și Zebil și are comunicare directă cu Lacul Razim prin intermediul Canalului Enisala. Alimentarea cu apă se face în principal prin două canale și evacuarea apei din lac se face printr-un singur canal spre lacul Razim. Râurile Taița și Telița formează lunci dezvoltate, mlăștinoase, ce se continuă în aval cu bălțile Topraichioi, respectiv Zebil, și care comunică la rândul lor cu lacul Babadag.
Suprafața lacului, inclusiv limanurile Sărătura și Cotului este de 2.370 ha. Are o lungime de 8,75 km și o lățime maximă de 3,40 km. Adâncime maximă de 3,1 m. Fauna piscicolă este reprezentată de specii de apă dulce:  plătică, caras, crap, șalău, anghilă și fitofage sud-est asiatice. Lacul Babadag este populat natural și cu puiet de pește: crap, novac. Sezoanele de pescuit sunt: 1 martie-15 aprilie (sezonul de primăvară) și 15 iulie-1 decembrie (sezonul de toamnă).
Lacul Babadag face parte din Complexul lagunar Razim-Sinoie, care este inclus în aria protejată a Zonelor Umede conform Convenției de la Ramsar, și face parte din Rezervația Biosferei Delta Dunării din cadrul UNESCO.
Lacul Babadag este folosit ca sursă de alimentare cu apă a Amenajării de irigații Babadag care are o suprafață de 25.161 hectare, situându-se în partea de sud est a județului Tulcea.